# Nobisto
Nobisto (błr. Набіста, Nabista; ros. Нобисто) – jezioro o powierzchni 3,75 km² na Białorusi, w obwodzie witebskim.